# زبان مجاری
زبان مَجاری (به مجاری: magyar nyelv) زبانی از خانواده زبان‌های فینو-اوگری و شاخه زبان‌های اوگری و بی‌پیوند با دیگر زبان‌های هندواروپایی است.
این زبان ۱۳ تا ۱۵ میلیون گویشور دارد که ۹٫۵ تا ۱۰میلیون از آنان در مجارستان کنونی و نزدیک به دو میلیون در سرزمین‌هایی می‌زیند که تا پیش از جنگ جهانی یکم در پادشاهی مجارستان جای می‌گرفتند. بزرگ‌ترین بخش از این گروه با ۱٫۴ میلیون در ترانسیلوانی، رومانی و باقی در کشورهای اسلواکی، کرواسی، صربستان، اوکراین، اتریش و اسلوونی سکنی دارند. از این گذشته نزدیک به یک میلیون مجاری‌زبان هم در سراسر جهان پراکنده‌اند.

## دسته‌بندی و تاریخچه
زبان مجاری عضوی از خانواده زبان‌های اورالی است. ارتباط بین مجاری و سایر زبانهای اورالی در دهه ۱۶۷۰ مورد توجه قرار گرفت و خانواده زبانی، که در آن زمان فینو-اوگری نامیده می‌شد در سال ۱۷۱۷ تأسیس شد. مجاری به همراه زبان‌های مانسی و خانتی سیبری غربی (در منطقه خانتی-مانسی) به‌طور سنتی به شاخه زبان‌های اوگری در گروه فینو-اوگری منصوب می‌شد، اگرچه اعتبار این گروه دیگر مشخص نیست. با اضافه کردن زبان‌های سامویدی به این خانوادهٔ زبانی در ابتدا تصور می‌شد که زبان‌های فینی و اوگری (فینو-اوگری) نزدیکی بیشتری باهم نسبت به شاخه زبان‌های سامویدی دارند، اما این مطلب اکنون مورد تردید است.
نام مجارستان (به لاتین: Hungaria) می‌تواند نتیجه تغییرات صوتی منظم اوگری/اونگری باشد و به نظر می‌رسید این واقعیت که اسلاوهای شرقی از مجارها به عنوان اُگری/اُگرُو یاد می‌کنند این مطلب را تأیید می‌کند. همچنین واژهٔ لاتین شدهٔ اونْگْرُی (به یونانی بیزانسی: Οὔγγροι) خود وام‌گرفته از واژهٔ غز اُن-اُگور، به معنی ۱۰طایفهٔ اُگور است. اُگور نام مشترک طایفه‌هایی بود که به کنفدراسیون قبایل بلغار پیوستند و در بخش‌های شرقی مجارستان پس از آوارها فرمانروایی کردند.

## پیوند آوایی
آواهای بی‌شماری بین مجاری و سایر زبانهای اوگری مرتبط است. به عنوان مثال، /a:/ در مجاری در موقعیت‌های خاص مربوط به /o/ در خانتی بوده و همچنین /h/ در مجاری مربوط به /x/ در خانتی است؛ همچنین /z/ مجاری در آخر واژه به حرف خانتی /t/ در آخر مرتبط است. به عنوان مثال: ház [haːz] در مجاری را می‌توان به خانتی xot [xot] هر دو به معنی «خانه» و مجاری száz [saːz] را به خانتی сот [sot] به معنی «صد» همانند کرد.
فاصله بین زبانهای اوگری و فینی بیشتر است، اما همانندی منظمی دارند.
آوای [f] در مجاری در زبان‌های فنلاندی و استونیایی برابر با آوای [p] است:
| مجاری  | فنلاندی | استونیایی | معنا   |
| ------ | ------- | --------- | ------ |
| fa     | puu     | puu       | درخت   |
| fél    | pelätä  | pelgama   | ترسیدن |
| fészek | pesä    | pesa      | آشیانه |

[k] در مجاری منطبق با [k] در فنلاندی و استونیایی پیش از واکه‌های جلویی است:
| مجاری | فنلاندی | استونیایی  | معنا      |
| ----- | ------- | ---------- | --------- |
| könny | kyynel  | küünistama | اشک       |
| kéz   | käsi    | käsi       | دست، بازو |
| kő    | kivi    | kivi       | سنگ       |

[h] مجاری برابر با [k] در فنلاندی و استونیایی پیش از واکه‌های پشتی است:
| مجاری | فنلاندی | استونیایی | معنا                                     |
| ----- | ------- | --------- | ---------------------------------------- |
| hal   | kala    | kala      | ماهی                                     |
| ház   | kota    | koda      | خانه (مجاری)، کلبه (فنلاندی و استونیایی) |
| húgy  | kusi    | kusi      | پیشاب                                    |

[t] در مجاری منطبق است با [t] در آغاز واژه در فنلاندی و استونیایی:
| مجاری  | فنلاندی | استونیایی                    | معنا   |
| ------ | ------- | ---------------------------- | ------ |
| tél    | talvi   | talv                         | زمستان |
| tud    | tuntea  | teadma, tundma               | دانستن |
| tavasz | touko   | teki (گرفته‌شده از 'tekkima') | بهار   |

در میان واژه‌های [z] مجاری به [t] در فنلاندی و [d] یا [t] در استونیایی تطبیق وجود دارد:
| مجاری | فنلاندی     | استونیایی   | معنا                         |
| ----- | ----------- | ----------- | ---------------------------- |
| ház   | kota        | koda        | خانه (مجاری)، کلبه (فنلاندی) |
| kéz   | käsi: käte- | käsi: käte- | دست، بازو                    |
| fazék | pata        | pada        | دیگ                          |

## الفبا
| A  | Á  | B | C | Cs | D | Dz  | Dzs | E   | É  | F  |
| G  | Gy | H | I | Í  | J | K   | L   | Ly  | M  | N  |
| Ny | O  | Ó | Ö | Ő  | P | (Q) | R   | S   | Sz | T  |
| Ty | U  | Ú | Ü | Ű  | V | (W) | (X) | (Y) | Z  | Zs |

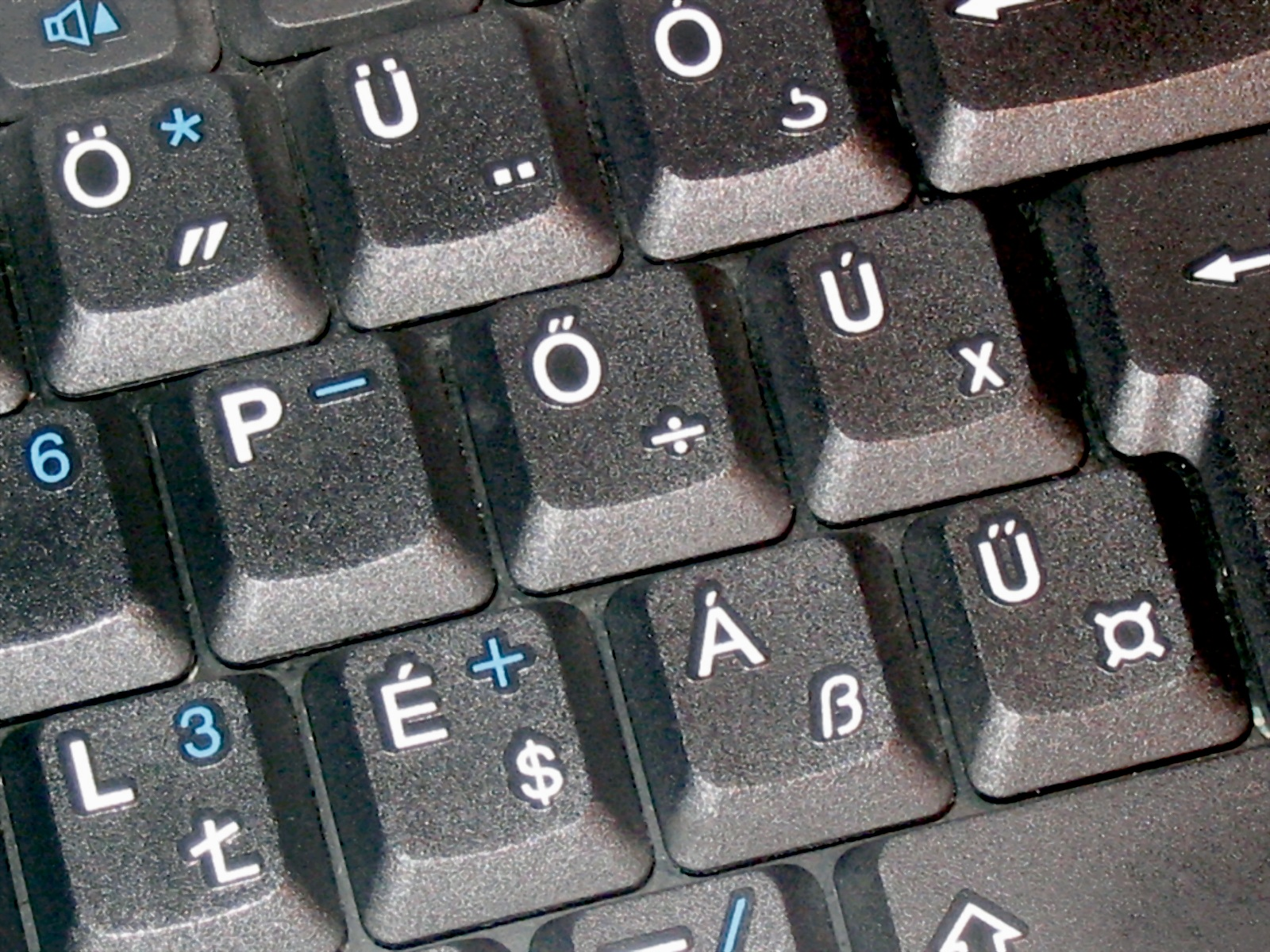
صفحه‌کلید مجاری دارای کلیدهای ő ű و
cs dz dzs gy ly ny sz ty zs

حرف‌های درون دوکمان تنها برای واژگان بیگانه کاربرد دارند.

## نمونه‌های زبانی
- Jó napot (:یو ناپُت) :روزخوش

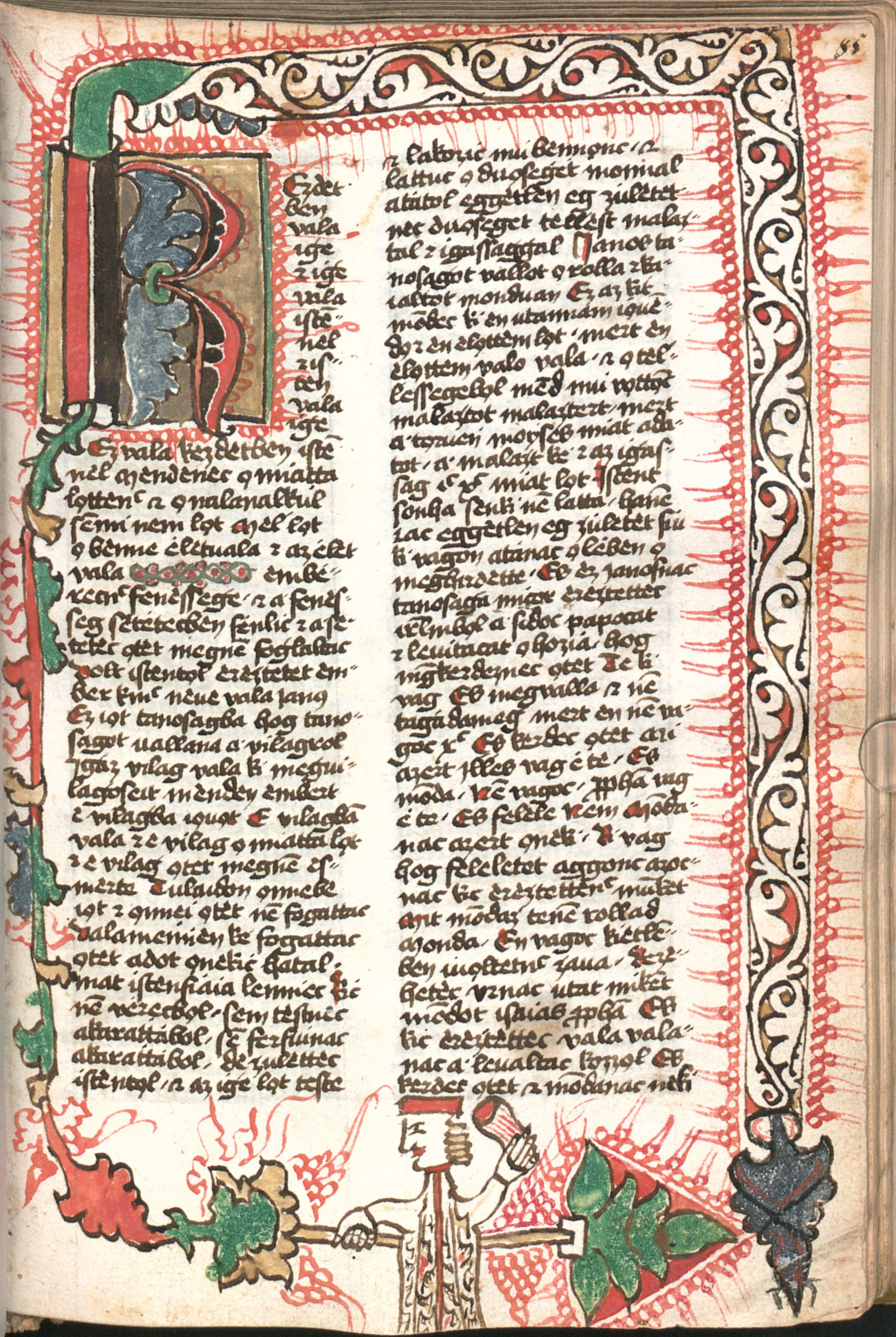
کتابی مجاری از سده‌های میانه

- Viszlát (ویسلات):بدرود (نیمه‌رسمی)
- Elnézést! (النیزیشت) :ببخشید!
- Köszönöm (کؤسؤنؤم) :سپاسگزارم
- Mennyi? (مِن‌نی) :چه اندازه؟
- Igen :آره
- Nem :نه
- Nem értem (نِم ایرتِم) :نمی‌دانم
- víz (ویز):آب
- bor :باده
- sör (شؤر): آبجو
- tea (ته‌آ):چای
- tej (تِی):شیر (نوشیدنی)
- Szeretlek (سِرِتلِک): دوستت دارم.